# Onthophagus pilularius
Onthophagus pilularius là một loài bọ cánh cứng trong họ Bọ hung (Scarabaeidae).